# Olesicampe paludicola
Olesicampe paludicola là một loài tò vò trong họ Ichneumonidae.